# Suore figlie di San Francesco d'Assisi
Le Suore Figlie di San Francesco d'Assisi sono un istituto religioso femminile di diritto pontificio.

## Storia
La congregazione sorse a opera di due terziarie francescane, Caterina Nicolai e Angela Guasperini: su consiglio di Basilio da Casabianca, padre guardiano del locale convento dei minori riformati, il 14 ottobre 1611 iniziarono a condurre vita comune a Borgo a Mozzano. La comunità non superò mai i quattro membri e nel 1621 iniziarono ad ammettere educande.
Il 14 agosto 1802 Filippo Sardi, vescovo di Lucca, riconobbe la comunità come congregazione di diritto diocesano. Disperse dalle autorità napoleoniche nel 1811, le suore ripresero la vita comune il 14 maggio 1822 sotto la guida Caterina Guaspari.
L'istituto, aggregato all'ordine dei frati minori da Bernardino da Portogruaro nel 1884, ricevette il pontificio decreto di lode il 2 febbraio 1950.

## Attività e diffusione
Le suore si dedicano all'educazione della gioventù.
Oltre che in Italia, sono presenti nelle Filippine, in India, Indonesia e a Timor Est; la sede generalizia è a Pisa.
Alla fine del 2015 l'istituto contava 57 religiose in 10 case.